# Alfons Kaiser
Alfons Kaiser (* 9. Januar 1965 in Neheim-Hüsten im Sauerland) ist ein deutscher Journalist.
Er ist seit dem 1. März 2000 verantwortlich für das Ressort Deutschland und die Welt der Frankfurter Allgemeinen Zeitung.

## Leben
Alfons Kaiser bezeichnet sich selbst als Bauernsohn aus dem Sauerland. Er war von 1975 an auf dem Erzbischöflichen Knabenkonvikt in Attendorn und besuchte dort das städtische Rivius-Gymnasium. Nach dem Abitur im Jahr 1984 leistete er Wehrdienst als Sanitäter. Von 1985 bis 1991 studierte er Germanistik, Politikwissenschaft und Psychologie in Heidelberg und Wien. Danach Mitarbeit bei verschiedenen Zeitungen und Zeitschriften. Im Schuljahr 1991/92 arbeitete er als Fremdsprachenassistent in London, danach insgesamt drei Jahre lang als Dozent für Deutsch als Fremdsprache. 1995 wurde er an der Universität Mannheim mit einer literaturwissenschaftlichen Arbeit zu Uwe Johnson promoviert. Vom 1. Oktober 1995 an war er Volontär bei der F.A.Z., seit dem 1. Januar 1997 Redakteur. Sein Spezialgebiet ist das Thema Mode. Sein Buch über Karl Lagerfeld bezeichnete die Vogue als „die erste gründlich recherchierte Biografie des Jahrhundertdesigners auf Deutsch“.

## Veröffentlichungen
- Für die Geschichte: Medien in Uwe Johnsons Romanen. Röhrig Universitätsverlag (1995), ISBN 3-8611-0088-6
- Die Welt der Vornamen. Europäische Verlagsanstalt (eva) (1998), ISBN 3-4345-0453-2
- Poncho, Parka, Prada-Täschchen. Kleines Glossar der unentbehrlichen Kleidungsstücke. Herausgegeben von Alfons Kaiser und Susanne Kusicke. C. H. Beck (2006), ISBN 3-4065-4160-7
- Karl Lagerfeld. Karlikaturen. Herausgegeben von Alfons Kaiser. Steidl-Verlag (2019), ISBN 978-3-95829-529-2
- Karl Lagerfeld. Ein Deutscher in Paris. Biographie. C. H. Beck (2020), ISBN 978-3-406-75630-6